# Sotsvegueria de Berga
| \| ← \| segle XIV — 1716 \| → \| |                             |   |
|                                  |                             |   |
| Període històric                 | Edat mitjana - Edat Moderna |   |
| • Establiment                    | segle XIV                   |   |
| • Decrets de Nova Planta         | 1716                        |   |
| ←                                | segle XIV — 1716            | → |

La Sotsvegueria de Berga o Vegueria de Berga és una antiga demarcació administrativa creada al segle xiii, com a vegueria, pel casal de Barcelona i un segle més tard esdevingué una sotsvegueria depenen de la Vegueria del Bages. La sotsvegueria comprenia la comarca del Berguedà, com a centre la ciutat de Berga. El 1370 tenia censats 521 focs, dels quals 19 pertanyien a clergues, 5 a militars i 497 eren laics.